# Hede Baur-Seelenbinder
Hede Baur-Seelenbinder (* 25. September 1893 in Tilsit; † unbekannt) war eine deutsche Bildhauerin.

## Leben und Werk
Ella Hedwig Seelenbinder wurde als Tochter des Kaufmanns Leopold Emil Seelenbinder in Tilsit geboren. Sie studierte von 1917 bis 1919 an der Kunstgewerbeschule Charlottenburg und von 1919 bis 1922 an der Kunstgewerbeschule Stuttgart. 1926 nahm sie erstmals an einer Ausstellung der Stuttgarter Sezession teil. Hier stellte sie das Relief Heilige Familie aus. Bei der Ausstellung der Stuttgarter Sezession 1927 stellte sie eine Kreuzigungsgruppe aus Holz aus. In den entsprechenden Katalogeinträgen wird 1926 Rangendingen und 1927 Gildenhall (Kreis Ruppin) als Wohnort von Hede Baur-Seelenbinder angegeben. Sie wirkte an letztgenanntem Ort vermutlich in der Kunsthandwerker-Genossenschaft des Deutschen Werkbundes (DWB), was der Eintrag von Hede Baur-Seelenbinder im Mitgliederverzeichnis des Deutschen Werkbundes von 1928 unter diesem Wohnort nahelegt. Weitere persönliche Daten zu Hede Baur-Seelenbinder sind nicht bekannt.